# Danny Lohner
Daniel Patrick „Danny“ Lohner (* 13. prosince 1970) je americký rockový hudebník a producent, známý hlavně pro své působení ve skupině Nine Inch Nails v devadesátých letech. V současnosti vystupuje jako baskytarista s projektem Tilla Lindemanna. Dále pak vystupoval se skupinami Killing Joke a Methods of Mayhem. Ve svých začátcích byl jedním ze zakládajících členů industrální metalové skupiny Skrew, stejně jako jeden z členů thrashmetalové kapely Angkor Wat.

## Kariéra

### Nine Inch Nails
Lohner přišel do Nine Inch Nails v roce 1994, aby hrál na koncertech na baskytaru a klávesy. Podílel se na nahrávání alb
The Downward Spiral (1994) a The Fragile (1999) a také se podepsal pod několika remixy NIN v tomto období. S kapelou hrál na koncertních turné Self-Destruct Tour (1994–1996) a Fragility Tour (1999–2000), z něhož pochází koncertní album And All That Could Have Been (2002). V tomto období se účastnil i nahrávání přelomového alba skupiny Marilyn Manson nazvaného Antichrist Superstar (kytara v „The Reflecting God“ a „Angel With the Scabbed Wings“). V roce 1995 založili členové kapely NIN Danny Lohner, Charlie Clouser a Trent Reznor vedlejší projekt The Tapeworm. Postupně se přidávaly další hudebníci (například Maynard James Keenan, Atticus Ross, Josh Freese, Alan Moulder), ale kapela nikdy nevydala oficiální materiál a v roce 2005 zanikla. Na albu eMOTIVe kapely A Perfect Circle se nachází skladba „Passive“, na níž mají podíl členové kapely a původně byla složena pro The Tapeworm.

### A Perfect Circle
Danny Lohner spolupracoval s kapelou A Perfect Circle na albech Thirteenth Step a eMOTIVe. Po vydání druhého z nich vyšlo na DVD a CD kompilační album aMOTION, které obsahovalo i Lohnerovo remixy skladeb „Judith“, „3 Libras“, „Outsider“ a „Weak and Powerless“. Jejich debutové album Mer de Noms obsahuje také skladbu „Renholdër“, která pojednává o Lohnerovi. Později si ho zpěvák Maynard James Keenan přizval ke nahrávání alba V Is for Vagina jeho sólového projektu Puscifer.

### Black Light Burns
V roce 2005 založil spolu s Wesem Borlandem z kapely Limp Bizkit projekt Black Light Burns. Projekt byl nástupcem kapely Damning Well, jejíž další členové Josh Eustis (Telefon Tel Aviv) a Josh Freese byli pozváni i do tohoto projektu. V roce 2007 vyšlo kapele debutové album Cruel Melody, který obsahovalo i nevydané skladby skupiny Damning Well.

### Ostatní projekty
Poté, co dlouholetý baskytarista Jason Newsted opustil kapelu Metallica, byl Lohner jeden z hudebníků, o kterých se uvažovalo jako o potenciální náhradě. Lohner také účinkuje v dokumentu o kapele Some Kind of Monster z tohoto období.
V roce 2003 Danny Lohner produkoval soundtrack k filmu Underworld a na soundtracky k dalším pokračováním tohoto filmu přispěl několika remixy skladeb. Jeho skladby se nacházejí i na soundtracích k filmům jako End of Days, Dead Silence, Untraceable, The Stepfather, Saw 2 a The Mechanic.